# Chorągiew tatarska Jeremiego Wiśniowieckiego

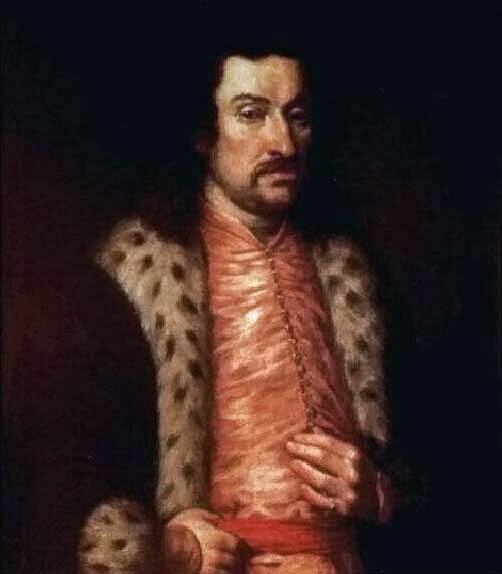
Domniemany portret Jeremiego Wiśniowieckiego (atrybuowany Danielowi Schultzowi)

Chorągiew tatarska Jeremiego Michała Korybuta Wiśniowieckiego – chorągiew tatarska jazdy koronnej z połowy XVII wieku.
Szefem, tzn. fundatorem i właścicielem, chorągwi był wojewoda ruski Jeremi Wiśniowiecki herbu Korybut zwany też Jaremą Wiśniowieckim, natomiast namiestnikiem, czyli faktycznym dowódcą chorągwi, był porucznik Krzysztof Stapkowski.
Żołnierze chorągwi tatarskiej Wiśniowieckiego brali udział w działaniach zbrojnych podczas powstania Chmielnickiego. Odznaczyli się męstwem podczas obrony Zbaraża w lipcu i sierpniu 1649 roku.